# Kirk Snyder
Kirk Patrick Snyder (Los Ángeles, California, 5 de junio de 1983) es un exbaloncestista estadounidense que jugó profesionalmente desde 2004 hasta 2011. Snyder jugó en diversos países entre los que se incluyen Estados Unidos, China, Canadá, Rusia y República Dominicana. Con 1,98 de estatura, jugaba en la posición de escolta.

## Carrera
En el Instituto Upland en Upland (California), promedió 20 puntos, 10,3 rebotes, 4,5 asistencias y 3,3 tapones en su año sénior.

### Universidad
Asistió a la Universidad de Nevada, donde terminó como el séptimo máximo anotador de la historia de los Wolf Pack con 1404 puntos, promediando 16,7 puntos, 6,4 rebotes y 2,7 asistencias en 84 partidos. Fue nombrado Jugador del Año de la WAC como júnior, convirtiéndose en el primer jugador en la historia de Nevada en recibir ese premio. También ganó el Jugador del Año del District 8 recibido por la USBWA, y fue nombrado All-America. 
En la temporada 2003-04, lideró a su equipo en anotación (18,8) y quedó segundo en rebotes (5,7) en 34 partidos. En 2004, lideró a Nevada hasta la Sweet 16 tras eliminar a Michigan State (19 puntos) y Gonzaga (18 puntos, 9 rebotes y 6 asistencias). Cayeron contra Georgia Tech, con 21 puntos de Snyder. 

### Profesional

#### NBA
Fue seleccionado por Utah Jazz en la 16.ª posición del Draft de la NBA de 2004. En los Jazz solo disputó una temporada, su primera en la liga, promediando 5 puntos y 1,8 rebotes en 68 partidos. 
El 2 de agosto de 2005, fue adquirido por New Orleans Hornets junto con Rasual Butler (de Miami) a cambio de los derechos de draft de Roberto Dueñas (a Miami) en un traspaso que involucraba a cinco equipos y a trece jugadores; Antoine Walker (de Boston) y Jason Williams, James Posey y Andre Emmitt (de Memphis) iban a parar a Miami; Eddie Jones (de Miami) y Raúl López (de Utah) a Memphis; Greg Ostertag (de Memphis) a Utah; y Curtis Borchardt (de Utah) y Qyntel Woods, los derechos de draft de Albert Mirallés, dos segundas rondas y dinero (de Miami) a Boston. Fue el traspaso con más jugadores involucrados de la historia de la NBA.
En los Hornets comenzó como titular (45 partidos fueron de inicio), jugando 68 encuentros y promediando 8 puntos, 2.4 rebotes y 1.5 asistencias. Al igual que en Utah, en los Hornets solo duró un año, siendo traspasado a Houston Rockets el 14 de julio de 2006 a cambio de dinero y futuras rondas de draft. En el conjunto texano, ha disfrutado de pocos minutos en cancha; 14.4 en 39 partidos, y 4.9 puntos por noche de promedio.
El 21 de febrero de 2008, fue traspasado a Minnesota Timberwolves por Gerald Green.

#### Otros
Durante el verano de 2008, fichó por el Zhejiang Horses de la Chinese Basketball Association.
Luego firmó por el Halifax Rainmen canadiense de la Premier Basketball League estadounidense, con los que disputó tres encuentros antes de ser cortado a finales de enero de 2011.
En marzo de 2011 firma por el BC Nizhny Novgorod ruso, hasta final de temporada, pero deja al equipo en abril por problemas personales.
Pasó brevemente por Reales de La Vega, un equipo de baloncesto de la Liga Nacional de Baloncesto.

## Estadísticas de su carrera en la NBA

### Temporada regular
| Año     | Equipo           | PJ  | PT | MPP  | %TC  | %3P  | %TL  | RPP | APP | ROB | TPP | PPP |
| ------- | ---------------- | --- | -- | ---- | ---- | ---- | ---- | --- | --- | --- | --- | --- |
| 2004–05 | Utah             | 68  | 7  | 13.3 | .372 | .353 | .667 | 1.8 | .5  | .4  | .3  | 5.0 |
| 2005–06 | NO/Oklahoma City | 68  | 45 | 19.3 | .453 | .357 | .735 | 2.4 | 1.5 | .4  | .3  | 8.0 |
| 2006–07 | Houston          | 39  | 1  | 14.4 | .452 | .250 | .653 | 2.1 | 1.0 | .3  | .3  | 4.9 |
| 2007–08 | Houston          | 9   | 0  | 9.0  | .464 | .222 | .545 | 1.3 | .9  | .1  | .1  | 3.8 |
| 2007–08 | Minnesota        | 27  | 18 | 25.2 | .516 | .214 | .753 | 4.2 | 2.1 | .7  | .5  | 8.4 |
| Total   | Total            | 211 | 71 | 16.8 | .438 | .327 | .699 | 2.3 | 1.1 | .4  | .3  | 6.3 |

### Playoffs
| Año   | Equipo  | PJ | PT | MPP | %TC  | %3P  | %TL  | RPP | APP | ROB | TPP | PPP |
| ----- | ------- | -- | -- | --- | ---- | ---- | ---- | --- | --- | --- | --- | --- |
| 2007  | Houston | 3  | 0  | 3.0 | .333 | .000 | .000 | .3  | .0  | .0  | .0  | .7  |
| Total | Total   | 3  | 0  | 3.0 | .333 | .000 | .000 | .3  | .0  | .0  | .0  | .7  |

## Vida personal
Estuvo casado con su novia de la universidad Haley Dahl. La pareja se divorció y tienen tres hijos en común.
Snyder fue detenido el 30 de marzo de 2009 después de que presuntamente irrumpiera en una vivienda del condado de Warren (Ohio) y agrediera a un hombre, según informaron agentes del sheriff. Fue acusado de robo con agravantes; se declaró inocente por demencia en una vista celebrada el 31 de marzo de 2009 y se le impuso una fianza de 500.000 dólares. Posteriormente fue declarado culpable y condenado a tres años de cárcel (aunque fue liberado antes) y a pagar una multa de 5.550 dólares en concepto de indemnización. .